# Château de Bungay
Le château de Bungay est un bâtiment classé Grade I situé dans la ville de Bungay, Suffolk.

## Histoire

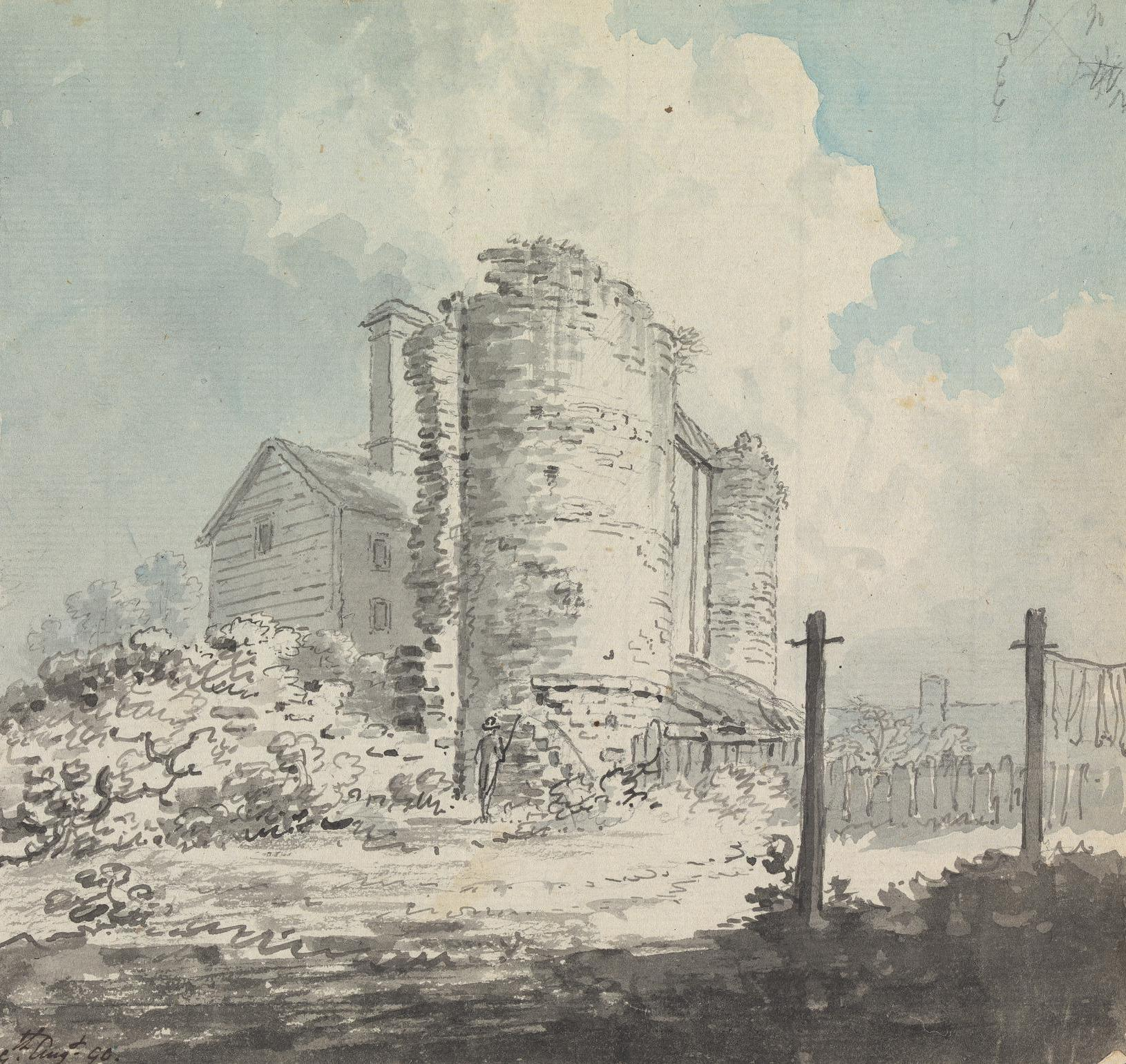
Château de Bungay en 1790, dans une aquarelle de James Moore.

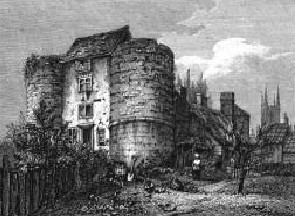
La porte domine en 1819.

Le site est à l'origine un château normand construit par Roger Bigod vers 1100 pour profiter de la protection naturelle offerte par une courbe de la rivière Waveney. Le fils de Roger, Hugh, est un acteur de premier plan dans la période de la guerre civile connue sous le nom d'Anarchie (1138-1154), et sa loyauté est remise en question au cours des premières années du règne d'Henri II. Henry confisque Bungay mais en 1164 il le rend à Bigod, qui construit un grand donjon normand carré sur le site en 1165. Le coût de la construction du donjon n'est pas enregistré, mais l'archéologue Hugh Braun, qui a dirigé les fouilles du château dans les années 1930, estime qu'il aurait coûté environ 1 400 £. Bigod est du côté des perdants lors de la révolte de 1173-1174, et Bungay est assiégé, miné et finalement détruit par les forces royales. Selon l'historien Sidney Painter, c'est l'un des 21 châteaux démolis sur les instructions d'Henri II.
Le site est ensuite restauré une fois de plus à la famille Bigod et développé en 1294 par Roger Bigod, 5e comte de Norfolk, qui a probablement construit les tours de porte massives sur le site. Il se brouille avec Édouard Ier et après sa mort, le château revient à la Couronne, tombant progressivement en ruine. En 1483, il est racheté par les ducs de Norfolk, qui en conservent la propriété jusqu'au XXe siècle, à l'exception d'une courte période à la fin du XVIIIe siècle. En 1766, le site est vendu à Robert Mickleborough, qui utilise le donjon et les murs-rideaux pour les matériaux de construction de routes. Plus tard, au début des années 1790, il est acheté par Daniel Bonhôte, un avocat local, mais est revendu aux ducs de Norfolk vers 1800.
Hormis la suppression en 1841 des habitations qui avaient été construites sur le site, peu ou pas de réparations sont entreprises pendant plusieurs siècles.

## Restauration et préservation
Il reste aujourd'hui les courtines du château et les tours jumelles de la porterie, ainsi qu'un fragment du donjon. Les travaux de restauration sous la direction de Hugh Braun commencent en 1934, à la suite des fouilles de l'archéologue amateur Leonard Cane. En 1987, le château est donné à la ville de Bungay par le 17e duc de Norfolk et appartient maintenant au Bungay Castle Trust. Il est classé en 1915, l'un des premiers sites à être protégés en vertu de la loi de 1913 sur la consolidation et l'amendement des monuments anciens, et est ensuite répertorié comme monument de grade I en 1949.